# Trespoux-Rassiels
 Trespoux-Rassiels  es una población y comuna francesa, situada en la región de Mediodía-Pirineos, departamento de Lot, en el distrito de Cahors y cantón de Cahors-Sud.

## Demografía
| 166 | 135 | 216 | 419 | 574 | 666 |
| Para los censos de 1962 a 1999 la población legal corresponde a la población sin duplicidades (Fuente: INSEE [Consultar]) |     |     |     |     |     |